# Salt-N-Pepa
Salt-N-Pepa is een Amerikaanse R&B- en hiphopgroep, die eind jaren 80 en begin jaren 90 van de 20e eeuw enkele hits scoorde, waaronder in Nederland en Vlaanderen met een nummer 1-hit in 1988 (Push It) en in 1991 (Let's Talk About Sex).
Salt-N-Pepa debuteerde in 1986 met de single The Show Stopper, die een undergroundhit werd. De groep bestond toen uit Cheryl James ('Salt'), Sandy Denton ('Pepa') en dj Pamela Green. Nadat dj Cameron Paul het nummer Push It (oorspronkelijk een B-kant) remixte, brak de groep internationaal door. Het nummer werd een wereldwijde hit en kreeg een Grammy-nominatie.
Na het succes van Push It werd dj Green vervangen door dj Spinderella. A Salt with a deadly Pepa, het album dat volgde, was niet succesvol. Het derde album, Blacks Magic met daarop de hitsingle Let's talk about sex uit 1991, werd in Nederland en België wel goed verkocht. In de Verenigde Staten werd de single door veel stations niet gedraaid, hoewel de opbrengst naar het aidsfonds ging. Het nummer bereikte daar een dertiende plaats. In 1993 kwam Salt-N-Pepa met een vierde album, getiteld Very Necessary. Op dit album staan de hits Shoop en Whatta Man (met En Vogue).
In 2021 werd Push It gebruikt in een televisiereclame voor de supermarktketen Jumbo.
In 2022 kreeg Salt-N-Pepa een ster op de Hollywood Walk of Fame.

## Discografie

### Albums
| Album met eventuele hitnotering(en) in de Nederlandse Album Top 100 | Datum van verschijnen | Datum van binnenkomst | Hoogste positie | Aantal weken | Opmerkingen   |
| ------------------------------------------------------------------- | --------------------- | --------------------- | --------------- | ------------ | ------------- |
| Hot, Cool And Vicious                                               | 1986                  | -                     |                 |              |               |
| A Salt With A Deadly Pepa                                           | 1988                  | 13-08-1988            | 14              | 11           |               |
| Blacks' Magic                                                       | 1990                  | -                     |                 |              |               |
| Greatest hits                                                       | 1991                  | 09-11-1991            | 27              | 28           | Verzamelalbum |
| Very Necessary                                                      | 1994                  | 11-06-1994            | 45              | 7            |               |
| Brand New                                                           | 1997                  | -                     |                 |              |               |
| Salt-N-Pepa: The Best Of                                            | 2000                  | -                     |                 |              | Verzamelalbum |

### Singles
| Single met eventuele hitnotering(en) in de Nederlandse Top 40 | Datum van verschijnen | Datum van binnenkomst | Hoogste positie | Aantal weken | Opmerkingen                                     |
| ------------------------------------------------------------- | --------------------- | --------------------- | --------------- | ------------ | ----------------------------------------------- |
| Push it                                                       | 1988                  | 18-06-1988            | 1(3wk)          | 14           | #1 in de Nationale Hitparade Top 100            |
| Shake your thang (It's your thing)                            | 1988                  | 20-08-1988            | 8               | 7            | met E.U. / #9 in de Nationale Hitparade Top 100 |
| Twist and shout                                               | 1988                  | 26-11-1988            | 5               | 10           | #5 in de Nationale Hitparade Top 100            |
| Crazy 4 U                                                     | 1990                  | 02-06-1990            | 28              | 4            | met Sybil / #30 in de Nationale Top 100         |
| Let's talk about sex                                          | 1991                  | 12-10-1991            | 1(3wk)          | 14           | #1 in de Nationale Top 100                      |
| You showed me                                                 | 1991                  | 04-01-1992            | 5               | 7            | #5 in de Nationale Top 100                      |
| Do you want me                                                | 1992                  | 11-04-1992            | 20              | 4            | #16 in de Nationale Top 100                     |
| Start me up                                                   | 1992                  | 31-10-1992            | 24              | 4            | #23 in de Nationale Top 100                     |
| Shoop                                                         | 1993                  | 16-10-1993            | 12              | 6            | Alarmschijf / #19 in de Mega Top 50             |
| Whatta man                                                    | 1994                  | 09-04-1994            | 14              | 8            | met En Vogue / #40 in de Mega Top 50            |
| None of your business                                         | 1994                  | 29-10-1994            | tip14           | -            | #40 in de Mega Top 50                           |
| Ain't nuthin' but a she thing                                 | 1995                  | -                     |                 |              |                                                 |
| Champagne                                                     | 1997                  | 01-03-1997            | tip7            | -            | #69 in de Mega Top 100                          |
| Gitty up                                                      | 1998                  | -                     |                 |              |                                                 |

### NPO Radio 2 Top 2000
Van Salt-n-Pepa stond alleen Push It in 2000 in de NPO Radio 2 Top 2000, op plek 1395.